# 徐佑昇
徐佑昇（Nelson Hsu，1988年9月24日—），生於基隆市，中華民國政治人物，現為《中國時報》記者。

## 早年生涯
徐佑昇成長於基隆市，就讀臺北市立建國高級中學、國立政治大學法律系，2012年考取國立臺灣大學國家發展研究所。然而在學期間擔任國會助理與助選，直至2017年方取得碩士學位。大學時期曾創立臺大日文歌曲社。

## 參與政治
徐佑昇曾任立法院高虹安委員辦公室法案助理。因其前助理身分，於高虹安助理費事件時，多次發聲聲援。並且質疑林耕仁涉及違法蒐集與使用其個資，將提告。

### 參選市議員
2022年3月由台灣民眾黨提名參選基隆市中山區市議員，落選。
競選期間與其他基隆區四位民眾黨籍候選人及黨籍立委邱臣遠往來密切，多次聯合行動，並關注基隆城博覽會防疫與交通問題、議會書面質詢等議題。

### 退出民眾黨
2023年11月24日，徐佑昇不滿市議員呂美玲加入民眾黨事件、在不分區提名上黃珊珊「球員兼裁判」，以及吳欣盈擔任柯文哲副手等事件，宣布退出民眾黨。也引發同期競選市議員的民眾黨安樂區主任劉韋巡，發文表達不滿黨中央，過去的努力不受到重視。

## 選舉紀錄
| 年度 | 選舉屆數               | 選舉區           | 所屬政黨   | 得票數 | 得票率 | 當選標記 | 備註 |
| ---- | ---------------------- | ---------------- | ---------- | ------ | ------ | -------- | ---- |
| 2022 | 第二十屆基隆市議員選舉 | 基隆市第四選舉區 | 臺灣民眾黨 | 1,142  | 4.81%  |          |      |

## 外部連結
- 徐佑昇的Facebook專頁
- 徐佑昇的Instagram帳戶
- YouTube上的台大碩士 徐佑昇頻道